# Гиодоны
Гиодоны, или луноглазки, или зубатые сельди (лат. Hiodon) — род лучепёрых рыб из монотипических семейства гиодонтовых или луноглазковых (Hiodontidae) и отряда гиодонтообразных или луноглазкообразных (Hiodontiformes). Пресноводные рыбы, эндемики Северной Америки.
Ранее семейство гиодонтовых включали в состав араванообразных (Osteoglossiformes).Встречается в чистых озёрах и реках с быстрым или умеренным течением. Держится открытой воды подальше от берегов. Питается водными и воздушными беспозвоночными и водорослями. Часто питается с поверхности воды.
Нерест происходит с мая по июнь. Для этого гиодон мигрирует в верховья речек, где осуществляет икрометание над грунтом. Икру сносит течением в озёра или крупные реки, где и вылупляются личинки
В состав рода включают два вида:
- Hiodon alosoides (Rafinesque, 1819) — Золотоглазка, или сельдевидный гиодон[1]
- Hiodon tergisus Lesueur, 1818 — Луноглазка, или серебристый гиодон[1]

## Луноглазка или серебристый гиодон
Луноглазка или серебристый гиодон (лат.- Hiodon tergisus) на англ.- mooneye, на фр.- laquaiche argentée. Часто встречается в речках и больших озёрах Северной Америки и достигает длины от 30 до 45 см.
Тело вытянутое, сжатое с боков и высокое в спине. От другого родственного вида отличается окраской спины (темно-коричневая) и белым цветом радужной оболочки глаз. Самки крупнее и массивнее самцов. Окраска: тело серебристое с голубоватым отливом.

## Золотоглазка или cельдевидный гиодон
Золотоглазка или cельдевидный гиодон (лат.- Hiodon alosoides) на англ.- goldeye, на фр.- laquaiche aux yeux d'or. Индейское название - Weepicheesis.
Этот гиодон также широко распространён в Северной Америке и отличается от серебристого заметной золотой радужкой в глазах. Он предпочитает мутные и медленные воды озёр и рек, где он питается самыми разнообразными организмами, включая насекомых, ракообразных, мелких рыб и моллюсков. Благодаря своим глазам, он хорошо ориентируется в мутной воде с большой турбулентностью, что позволяет ему также охотиться и ночью.
Окраска спины варьируется от тёмно-синей до зелёно-синей, бока серебристые, живот белый, а его чешуйки с коричневым оттенком придают ему коричневый оттенок. Длина золотоглазки может достигать до 52 см (20 дюймов). Во время миграций рыбы могут проходить расстояние до 1000 км.
В Канаде золотоглазка распространена на запад от Онтарио до Скалистых гор, на север до Большого невольничьего озера (Grand lac des Esclaves), в небольшой зоне к югу от залива Джеймса как в Онтарио, так и в Квебеке, в частности в Абитиби (Abitibi). В окрестностях Монреаля этот вид гиодона не водится.